# Wedge Tomb von Rathfranpark

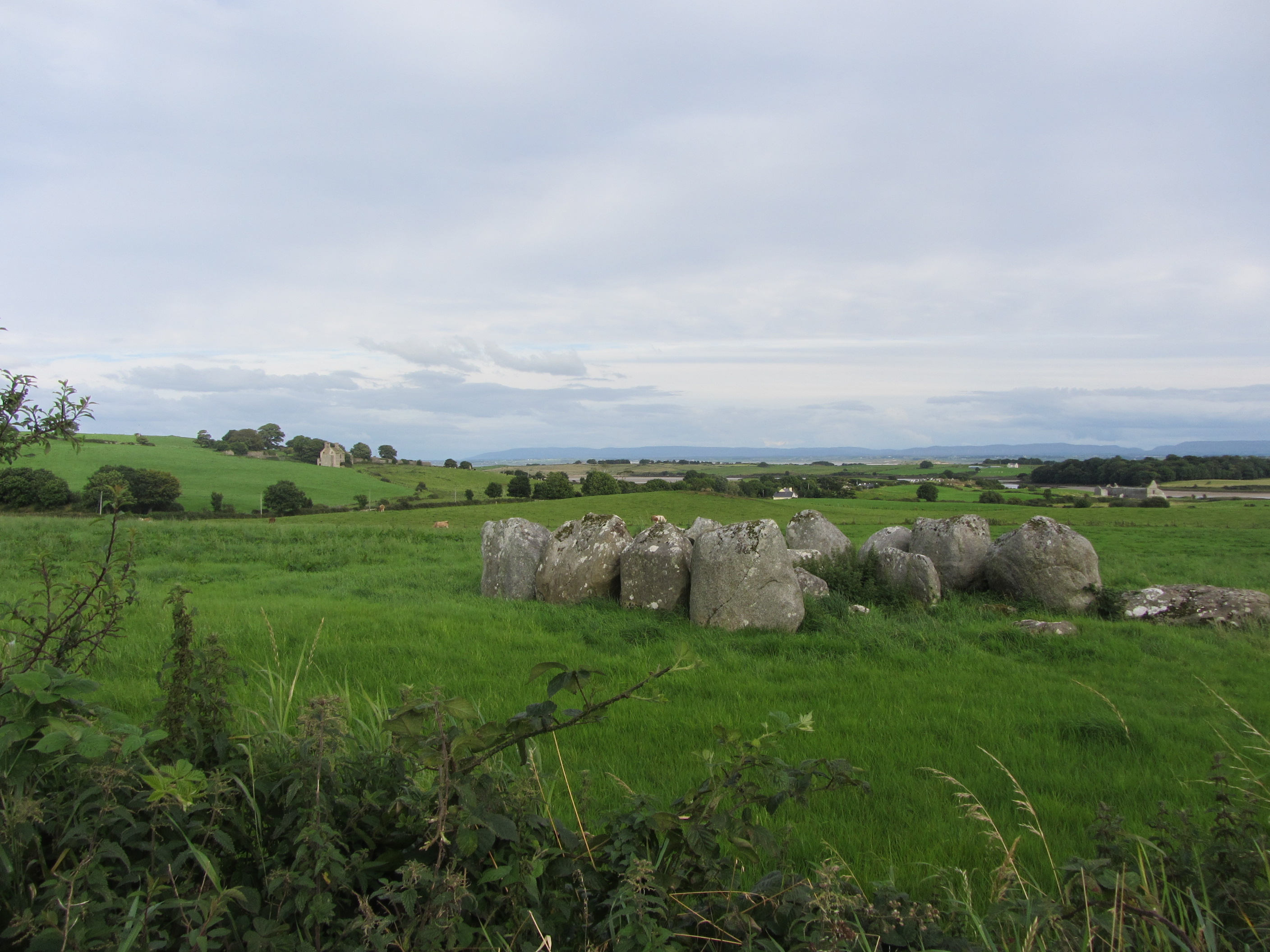
Rathfranpark Wedge Tomb

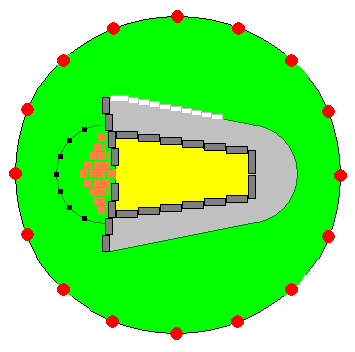
Prinzipskizze Wedge Tomb am Beispiel des Wedge Tomb von Island

Das Wedge Tomb von Rathfranpark (irisch Páirc Ráth Bhrannaibh) liegt nordwestlich von Killala im County Mayo in Irland. Wedge Tombs (dt. „Keilgräber“), früher auch „wedge-shaped gallery grave“ genannt, sind ganglose, mehrheitlich ungegliederte Megalithbauten der späten Jungsteinzeit und der frühen Bronzezeit.

## Beschreibung
Das Wedge Tomb hat auf der Nord- und Südseite die Reste seiner West-Ost orientierten Galerie, mit einer Außenwandung, aus ungewöhnlich großen Steinen, die etwa im Abstand von 1,0 m von den Galerieseiten liegen. Es ist am Westende etwa 3,5 m breit und 4,0 m lang. Am östlichen Ende ist es schmaler. Die verschüttete durch Steine des kürzlich zerstörten Steinkreises „Summerhouse Hill“ angefüllte Galerie ist mindestens 3,0 m lang und am Eingang im Westen etwa 2,0 m breit, wo es zwei niedrige Türsteine gibt. Auf der Nordseite der Galerie sind zwei Steine erhalten, von denen einer ein geteilter Block ist, dessen flache Seite nach innen weist. Die Südseite hat drei weniger als 1,0 m hohe Steine. Die nördliche Außenwand hat vier 1,35 bis 1,6 m hohe Steine. Die vier Steine in der südlichen Außenwand sind 1,65 bis 2,0 m hoch.
Auf einem Hügel einen Kilometer nördlich der Rathfran Friary lagen zwei Steinkreise, der erste besteht aus 13 Felsbrocken verschiedener Gestalt und Größe und hat einen Durchmesser von etwa 15 m. Der zweite und kleinere lag südlich des Hauptkreises im benachbarten Feld und ist zerstört.
In der Nähe liegt unter anderem das Wedge Tomb von Breastagh.